# 乙基环丁烷
乙基环丁烷（也称环丁基乙烷）是一种有机化合物，化学式为C6H12，常温常压下为液体。它可由乙烯基环丁烷在一种羰基钴配合物的催化下和氢气、一氧化碳的氢甲酰化反应中作为副产物生成。